# Les Preses
Les Preses ist eine Gemeinde im östlichen Pyrenäenvorland in der Comarca Garrotxa der katalanischen Provinz Girona, Spanien mit 1.925 Einwohnern (Stand: 2024).

## Geografie
Die Gemeinde grenzt im Norden an die Stadt Olot, im Osten an die Gemeinde Santa Pau, im Südosten an Sant Feliu de Pallerols und im Süden und Westen an die Gemeinde La Vall d’en Bas. Das Gemeindegebiet umfasst im Norden und im Westen mit der Serra de Corb und dem Puig Rodó (936 Meter hoch) ein bergiges Gebiet. Dieses gebirgige Gebiet geht in die Ebene Bas über, die auch der Oberlauf des Fluvià durchströmt. Ein Teil des Gemeindegebietes fällt in den Naturschutzpark Vulkane der Garrotxa. Die Gemeinde umfasst den Hauptort Les Preses, und die Weiler Bosc de Tosca, Pocafarina, La Boada, Bellaire sowie die Weiler um die romanischen Kapellen Sant Miquel del Corb und Sant Martí del Corb. Durch den Hauptort führt die Straße C-63 von Olot über Vic nach Girona und Barcelona. Eine Ortsumgehung dieser stark befahrenen Route über Tunnellösungen wird diskutiert oder ist in Planung.

## Wirtschaft
Neben modernen Industrieansiedlungen (Lebensmittelindustrie, Kunststofffabrikate), die sich aus dem angrenzenden Olot hierhin ausgebreitet haben, ist Les Preses weitgehend durch die Land- und Waldwirtschaft geprägt. In der Hauptsache wird Futtermais angebaut. Der Anbau von Getreide ist stark rückläufig, Hirse und Buchweizen werden de facto nicht mehr angebaut. Die Viehwirtschaft konzentriert sich auf die Aufzucht von Schweinen, Rindern und Schafen, die in den Eichen und Buchenwäldern auf dem Gemeindegebiet hervorragende Habitate finden. Seit den frühen 1990er-Jahren wurde die Tourismusbranche (Urlaub auf dem Land) in Les Preses stark gefördert. In diesem Kontext werden Unterkünfte verschiedener Kategorien (Campingplätze, Herbergen, Ferienhäuser etc.) zur Verfügung gestellt. Das Erholungsgebiet Xenacs und der Naturpark Vulkane der Garrotxa bieten Wandermöglichkeiten mit sehr schönen Panoramawegen und -blicken. 2004 richtete man zusammen mit der Stadt Olot den durch den Lavafluss des Vulkan Croscat gebildeten Parc de Pedra Tosca, die sogenannten Vulkansteingärten der Vora Tosca ein.

## Geschichte
Les Preses wurde im Jahr 922 ersterwähnt. In diesem Jahr überschrieb Elienard seiner zweiten Ehefrau Ricarda das Alou de les Preses, seinen allodialen Familienbesitz in Les Preses. In diesem Dokument werden mehrere (zum Teil noch heute existierende) Bauernhäuser der Umgebung, sowie die Weiler El Corb und Nou mit ihren Bebauungen und Gärten erwähnt. Die genannte Ricarda ging später eine zweite Ehe mit dem „Edlen Ritter Sal·la“ aus der Grafschaft Osona ein. Dieses Ehepaar gründete später das Kloster Sant Benet de Bages in der Comarca Bages. Im Jahr 960 schenkte Ricarda diesem Kloster Einkünfte aus dem Weiler El Corb, um mit dem Bau der Klosterkirche fortfahren zu können. In diesem Zusammenhang wurde die romanische Kapelle Sant Miquel del Corb auf dem Gemeindegebiet ersterwähnt. Über acht Jahrhunderte hinweg waren dann die Äbte des Klosters Sant Benet de Bages Allodial- und Gerichtsherren der Pfarrei Sant Pere von Les Preses. Als Vertreter des Abtes fungierte in der gesamten Zeit der jeweilige Bürgermeister von Les Preses. Diese Rechtsverhältnisse endeten erst 1835 durch die von Juan Álvarez Mendizábal durchgeführte Enteignung und Säkularisation von Kirchengütern.